# Ай-хоу (царство Цзинь, эпоха Чуньцю)
Цзиньский Ай-хоу (晉哀侯) — пятнадцатый правитель царства Цзинь в эпоху Чуньцю по имени Цзи Гуан (姬光) . Сын Ао-хоу. Правил 9 лет (717 до н. э. — 709 до н. э.).
На втором году его правления (716 до н. э.) умер цюйвоский Чжуан-бо. Удел наследовал его сын Чэн, ставший впоследствии цзиньским У-гуном.
На восьмом году своего правления Ай-хоу пошел походом на город Син-тин (陘廷). На следующий год правители Син-тина, образовав союз с цюйвоским Чэном, напали на войско Ай-хоу и захватили его в плен. Царством Цзинь стал править сын Ай-хоу — Сяоцзы-хоу.
Известно, что в первый год правления Сяоцзы-хоу, Чэн отдал приказ убить Ай-хоу. Вероятно этот приказ был исполнен.